# Paramastax poecilosoma
Paramastax poecilosoma är en insektsart som beskrevs av Morgan Hebard 1923. Paramastax poecilosoma ingår i släktet Paramastax och familjen Eumastacidae. Inga underarter finns listade i Catalogue of Life.